# Microclino
Il microclino è un minerale appartenente al gruppo del feldspato.

## Abito cristallino
Può essere anedrico o euedrico. I cristalli sono comunemente allungati con aspetto tabulare e possono contenere lamelle formate da albite espulsa.

## Origine e giacitura
Il microclino è chimicamente uguale all'ortoclasio, ma poiché appartiene al sistema cristallino triclino, l'angolo del prisma è leggermente inferiore agli angoli retti; da qui il nome “microclino” dal greco “piccolo pendio”. È una modificazione triclina completamente ordinata del feldspato di potassio ed è dimorfica con l'ortoclasio. Il microclino è identico all'ortoclasio in molte proprietà fisiche e può essere distinto mediante esame radiografico o ottico. Se osservato al microscopio polarizzatore, il microclino mostra minuscoli gemellaggi multipli che formano un'inconfondibile struttura reticolare.
La pertite è un microclino od ortoclasio con sottili lamelle di albite disciolta.
L'amazzonite è una varietà verde del microclino. Tuttavia non si trova da nessuna parte nel bacino amazzonico. Gli esploratori spagnoli che gli diedero il nome apparentemente lo confusero con un altro minerale verde proveniente da quella regione.
I più grandi cristalli singoli di microclino documentati sono stati trovati nella miniera di berillo di Devils Hole, Colorado, USA e misuravano 50x36x14 m. Questo potrebbe essere uno dei cristalli più grandi tra tutti i materiali trovati finora.
Inoltre esso è comunemente usato per la produzione di porcellana.